# Красная Нива (Валевачский сельсовет)
Красная Нива (бел. Красная (Чырвоная) Нiва) — деревня в Червенском районе Минской области. Входит в состав Валевачского сельсовета.

## Географическое положение
Находится примерно в 17 километрах к северо-западу от райцентра, в 50 км от Минска, в 900 метрах южнее автодороги M-4 Минск—Могилëв.

## История
Населённый пункт основан в 1923 году как посёлок. 20 августа 1924 года он вошёл в состав вновь образованного Валевачского сельсовета Смиловичского района (с 20 февраля 1938 — Минской области. Согласно Переписи населения СССР 1926 года здесь было 7 дворов, проживали 36 человек. Во время Великой Отечественной войны деревня была оккупирована немцами в конце июня 1941 года, один её житель погиб на фронте. Освобождена в начале июля 1944 года. На 1960 год насчитывалось 45 жителей. В 1980-е годы входила в состав колхоза «Искра». По итогам переписи населения Белоруссии 1997 года в деревне насчитывалось 9 жилых домов и 16 жителей. На 2013 год 3 жилых дома, 7 жителей.

## Население
- 1926 — 7 дворов, 36 жителей
- 1960 — 45 жителей
- 1997 — 9 дворов, 16 жителей
- 2013 — 3 двора, 7 жителей